# Adel Sellimi
Adel Sellimi (Túnez, Túnez, 16 de noviembre de 1972) es un exfutbolista tunecino y entrenador, se desempeñaba como delantero. Es uno de los máximos goleadores de la historia de la selección de fútbol de Túnez, y ha jugado 71 partidos con esta.

## Clubes

### Como jugador
| Club          | País     | Año         | Partidos | Goles |
| Club Africain | Túnez    | 1990 - 1996 | 144      | 61    |
| FC Nantes     | Francia  | 1996 - 1998 | 40       | 2     |
| Real Jaén     | España   | 1998 - 1999 | 48       | 32    |
| SC Friburgo   | Alemania | 1999 - 2002 | 108      | 27    |
| Club Africain | Túnez    | 2002 - 2004 | 51       | 29    |

### Como segundo entrenador
| Club          | País  | Año         | Segundo Entrenador de |
| ------------- | ----- | ----------- | --------------------- |
| Club Africain | Túnez | 2010        | Mrad Mahjoub          |
| Club Africain | Túnez | 2010        | François Bracci       |
| Túnez         | Túnez | 2013        | Nabil Maaloul         |
| Túnez         | Túnez | 2013        | Ruud Krol             |
| Túnez         | Túnez | 2019 - 2021 | Mondher Kebaier       |

### Como entrenador
| Club           | País  | Año           |
| -------------- | ----- | ------------- |
| AS Gabès       | Túnez | 2010 - 2011   |
| AS Marsa       | Túnez | 2013 - 2014   |
| Al-Markhiya SC | Catar | 2018          |
| Al-Khor SC     | Catar | 2018          |
| Club Africain  | Túnez | 2022          |
| Túnez Sub-20   | Túnez | 2022 Presente |